# Alcides (insecto)
Alcides es un género de polillas de la familia Uraniidae del norte de Australia, Nueva Guinea y otras islas de la región. Son diurnas y fuertemente marcadas con colores iridiscentes.

## Lista de especies
- Alcides agathyrsus   Kirsch, 1877 [sin. = A. boops (Westwood, 1879)]
- Alcides aruus   Felder, 1874
- Alcides aurora   Salvin & Godman, 1877
- Alcides cydnus   Felder, 1859
- Alcides latona   Druce, 1886
- Alcides leone   Vinciguerra, 2007
- Alcides metaurus   Hopffer, 1856 [sin. = A. zodiaca (Butler, 1869)]
- Alcides orontes   Linnaeus, 1763
- Alcides privitera   Vinciguerra, 2007

El conocimiento sistemático y taxonómico actual del género Alcides es incompleto;
el estado de algunos taxones sigue siendo incierto, por ejemplo,
- Alcides argyrios   Gmelin, 1788
- Alcides arnus   Felder & Rogenhofer, 1874
- Alcides coerulea   Pfeiff., 1925
- Alcides latona   Druce, 1886 [ver más arriba]
- Alcides liris   Felder, 1860
- Alcides pallida   Pfeiff., 1925
- Alcides passavanti   Pfeiff., 1925
- Alcides ribbei   Pagenstecher, 1912
- Alcides sordidior   Rothschild, 1916